# 1890 no futebol

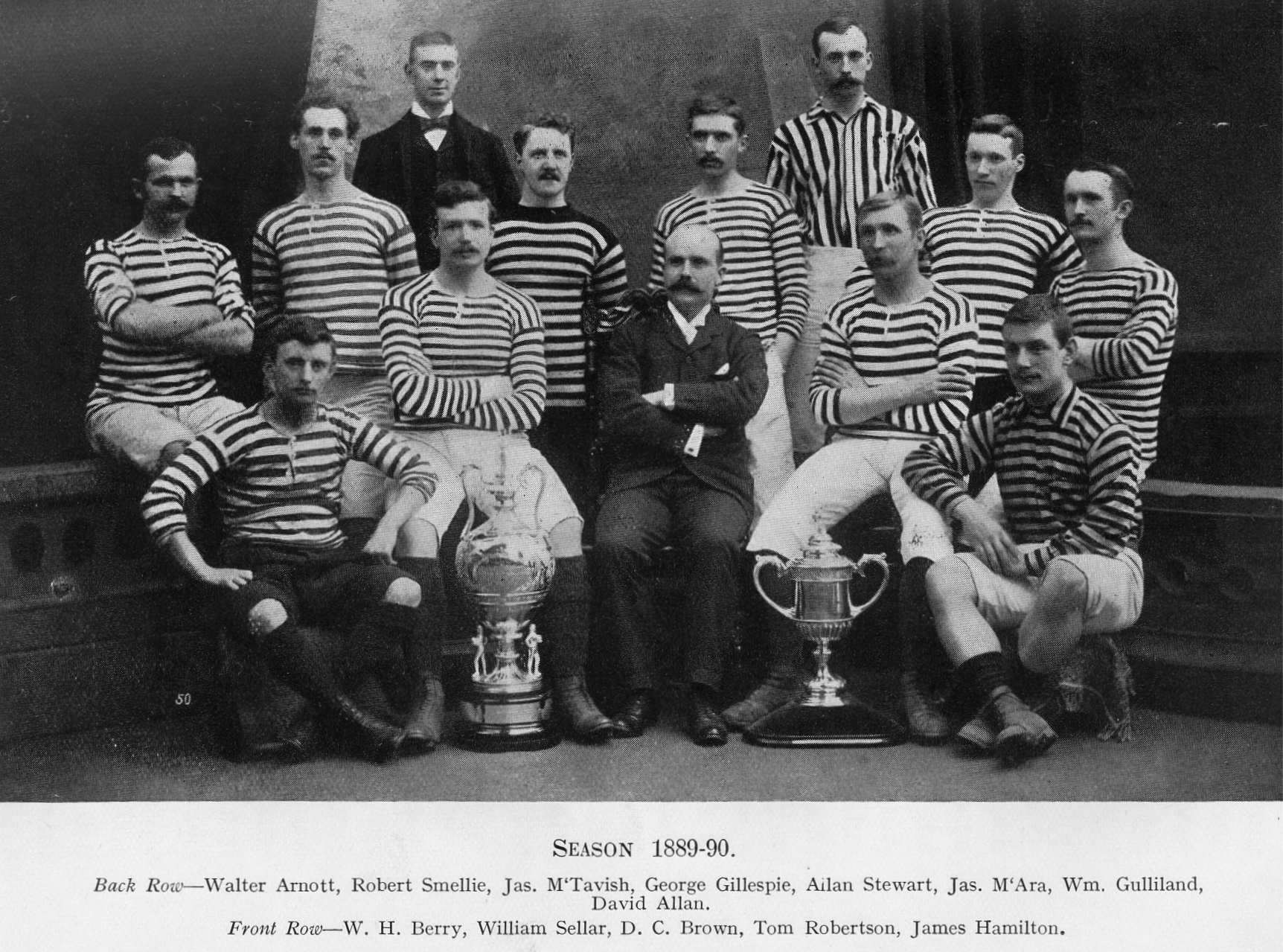

Em 1890 no futebol, Preston North End ganhou o Campeonato Inglês.

## Campeões nacionais
- Inglaterra – Preston North End

## Clubes fundados
- Forest Green Rovers F.C.